# 命運好好玩 (電影)
，2006年美國喜劇電影，亦有警世意味；由法蘭克·可洛西執導，馬克·歐奇福、史帝夫·柯倫編劇。故事內容敘述年輕建築師麥可·紐曼（亞當·山德勒飾演）努力工作希望成為老闆（大衛·赫索霍夫飾演）的合夥人以爭取更多的時間陪她太太（凱特·貝琴薩飾演）和兩個孩子。一日從古怪工程師莫提（基斯杜化·華堅飾演）手中拿到了一支「萬用遙控器」，發現不僅僅能夠遙控電視，甚至能夠遙控紐曼附近的環境。但因誤用了遙控器，最終後悔莫及。
該片由2005年末開拍，2006年初殺青，並且入圍了奧斯卡金像獎最佳化妝的獎項。

## 劇情
麥可·紐曼（亞當·山德勒飾演）是一名年輕而且愛家的建築師，他努力工作希望成為老闆的新合夥人以爭取更多陪伴太太唐娜（凱特·貝琴薩飾演）、兩個孩子班傑明與莎曼莎與寵物狗小陽（片中有個怪癖，喜歡對鴨子玩偶進行交配動作）的身邊。後來他與唐娜因為電視遙控器的問題爭吵，一氣之下出去找尋萬用遙控器，後來跑了許多家後，來到了一間床寢用品店，之後他在展示床上睡了一覺後，遇上了古怪营业员莫提（克里斯多福·沃肯飾演），他給了麥可一支遙控器，並且聲明絕對不能退貨。
讓麥可驚訝的是，他的萬用遙控器竟然可以控制環境！不僅僅實現他的願望，他要做任何事都可以。之後從這支萬用遙控器得到不少樂趣之後，麥可便試著快轉3個月查看情形，然而卻過了14個月。他的老闆與麥可太太的朋友珍妮約會，自己與太太則接受婚姻治療，之後這支遙控器甚至開始模拟記憶麥可曾經使用的事件，包括生病、性行為、淋浴、交通、與唐娜爭吵等，遙控器都會自己省略或是快轉，結果麥可在快轉之後都根本不能了解發生了什麼事，發現了遙控器已經失控後，麥可試著銷毀遙控器，然而遙控器持續發揮它的功用。
之後遙控器不斷的操控麥可的人生，借思想随机触发事件。十年之後的2017年，唐娜已經與麥可離婚並且改嫁給麥可的游泳教練比爾，自己則因為垃圾食物而變胖，回到家後，他發現班傑明也重踏了自己的覆轍變胖，莎曼莎則成了派對女孩樣，結果麥可與唐娜吵了起來，麥可昏迷後遙控器自動快轉到六年之後的2023年，麥可則是罹患了癌症，不過唐娜告訴麥可他是唯一一個作癌症治療還能發胖的病人，麥可還發現班傑明減肥了並且踏上了與父親一樣的建築師職業，但是令麥可更震撼的是，兒子班傑明告訴他爺爺（麥可的父親）已經於快轉期間逝世，傷心的麥可在看了老父親的墳墓後，發現了莫提原來是一名死亡天使（死神），麥可用遙控器倒轉到自己和父親最後一次見面時，當時一心忙碌工作的他不但拒絕父親邀約，並拆穿父親在自己童年時變魔術的把戲，使得父親帶著遺憾離開人世。麥可暫停了這一刻，他帶著滿滿歉意在片段中的父親面前表明深深懺悔。他痛恨莫提帶走父親，於是麥可便嘗試襲擊莫提，失敗之後又再度快轉七年。來到了2030年，在這裡他在一個熱鬧的派對上，原來這是他的兒子班傑明的婚禮，開心的麥可上台致詞並且與母親請安，之後他到了唐娜與改嫁的丈夫比爾，麥可在聽到了與唐娜的定情歌後，邀請唐娜與自己跳舞，兩人也重溫舊夢，後來麥可的女兒莎曼莎叫了比爾一聲「父親」後，竟然因為承受不了而心臟病發，麥可被送往了醫院。在醫院的麥可醒來後，與自己的女兒和兒子談話，女兒要回去了而兒子則是要出國，然而兒子卻不是因為蜜月旅行，只是因為工作而放棄蜜月旅行的機會。麥可在兒子走後試圖逃出醫院，在大雨中他拖著孱弱的身體在後面追趕兒子，為的只是告訴班傑明不要再重踏他的覆轍，氣空力盡的的麥可終究身體不支的倒下了，用著一絲絲微弱的聲音呼喚兒子，然而準備離開的班傑明還是發現麥克，立刻與莎曼莎及唐娜、比爾衝上，麥可在奄奄一息時告訴了兒子「家庭永遠要擺在第一」，並且向女兒道歉自己無法完成與其約定「活到200歲」的承諾，對於唐娜則是一句抱歉，並且將與唐娜定情時的紙條交還給唐娜，唐娜淚流滿面的向麥可表明對他的原諒，交代完一切了無遺憾的麥可，慢慢的閉上雙眼與世長辭，留下了現場傷心欲絕曾經的家人。
畫面一轉，麥可醒來後，發現了自己還在床寢用品店，高興只是一場夢的麥可立刻飛奔趕往父母家告訴自己有多愛他們，並且趕回家承諾老婆及孩子要好好的陪伴他們，順便買了一隻鬥牛犬給小陽作伴，沒想到兩隻狗都有相同的嗜好，搞的麥可哭笑不得。
影片結局的最後，某天麥可在自家桌上赫然發現莫提寫來的一封信和一支新的遙控器，上頭寫道：
|  | 麥可，就像我說過的，好人仍能有好運，我知道這次你會做出正確的選擇。愛你的莫提。 附註：你老婆的火辣身材仍然讓我瘋狂。 |

麥可讀完之後，便把萬用遙控器扔到垃圾桶，毅然決然的重新開始了新的人生。

## 演員
| 角色                          | 演员                               | 國語配音 | 粤语配音 |
| ----------------------------- | ---------------------------------- | -------- | -------- |
| 麥可·紐曼                     | 亞當·山德勒                        | 孟令军   | 陳欣     |
| 唐娜·紐曼                     | 凱特·貝琴薩                        | 牟迦论   | 程文意   |
| 莫提/顏王                     | 克里斯多福·沃肯                    | 杨 波    | 張炳強   |
| 約翰·安默                     | 大衛·赫索霍夫                      |          | 招世亮   |
| 西奧多·K·“泰德”·紐曼          | 亨利·溫克勒                        |          | 林保全   |
| 茱蒂·紐曼                     | 朱莉·凱夫納                        |          | 袁淑珍   |
| 比爾                          | 西恩·艾斯汀                        |          | 梁志達   |
| 班傑明·紐曼（2006年－2007年） | 約瑟夫·凱斯坦濃                    |          | 黃麗芳   |
| 班傑明·紐曼（2017年）         | 喬納·希爾                          |          | 陳卓智   |
| 班傑明·紐曼（2023年、2030年） | 傑克·霍夫曼                        |          | 陳卓智   |
| 莎曼莎·紐曼（2006年－2007年） | 泰坦·麥凱恩                        |          | 林元春   |
| 莎曼莎·紐曼（2017年）         | 洛瑞恩·尼克森                      |          | 林元春   |
| 莎曼莎·紐曼（2030年）         | 凱緹·凱西迪                        |          | 林元春   |
| 凱文·歐道爾                   | 卡梅隆·莫納漢                      |          | 朱妙蘭   |
| 珍妮                          | 珍妮佛·克莉姬                      |          |          |
| 愛莉絲/亞倫                   | 瑞秋·德瑞可                        |          | 伍秀霞   |
| 史黛西                        | 蘇菲·孟克                          |          |          |
| 琳達                          | 蜜雪兒·隆巴頓                      |          |          |
| 茱莉                          | 耶娜·奥楚瓦格（Jenae Altschwager） |          |          |
| 床寢用品店顧客                | 尼克·史瓦森                        |          | 胡家豪   |
| 柏格曼先生                    | 席德·甘尼斯                        |          |          |
| 華茲黑塔首席行政員            | 麥可·亞瑪                          |          |          |
| 哈畢波王子                    | 勞勃·許奈德                        |          | 馮錦堂   |
| 駕駛紅色汽車歡歌男子          | 泰瑞·克魯斯                        |          |          |
| 旁白                          | 詹姆斯·厄爾·瓊斯                   |          | 梁志達   |
| 纽曼员工                      | 比利·斯洛特                        |          |          |

## 製作
本片於2005年7月6日開拍，於洛杉矶拍攝。

## 票房
至2007年6月3日為止，該片全美票房為137,355,633美元，海外票房100,231,533美元，全球票房共計237,587,166美元。

## 獎項
- 奧斯卡最佳化妝獎提名－亞當·山德勒首部獲得入圍的電影。

## 外部連結
- 官方網站（页面存档备份，存于）
- 開眼電影網上《命運好好玩》的資料（繁體中文）
- 豆瓣电影上《人生遥控器》的資料 （简体中文）
- 时光网上《人生遥控器》的資料（简体中文）
- AllMovie上《命運好好玩》的资料（英文）
- 爛番茄上《命運好好玩》的資料（英文）
- Box Office Mojo上《命運好好玩》的資料（英文）
- TCM电影资料库上《命運好好玩》的资料（英文）
- Metacritic上《命運好好玩》的資料（英文）
- 互联网电影数据库（IMDb）上《命運好好玩》的资料（英文）

| 上一届： 《汽車總動員》 | 2006年全美週末票房冠軍 6月30日 | 下一届： 《超人再起》 |